# グルーベル＝ロイド指数
グルーベル＝ロイド指数（ぐるーべる＝ろいどしすう、英: The Grubel–Lloyd index）は、産業内貿易の普及具合を測る指数のこと。ハーブ・グルーベルとピーター・ロイドによって1971年の論文で提示された。

## 概要

### 産業レベルの指数
ある国の産業{\displaystyle i}のグルーベル＝ロイド指数（以下GL指数）は、
{\displaystyle GL_{i}={\dfrac {(X_{i}+M_{i})-\left|X_{i}-M_{i}\right|}{X_{i}+M_{i}}}=1-{\dfrac {\left|X_{i}-M_{i}\right|}{X_{i}+M_{i}}}\qquad ;\ 0\leq GL_{i}\leq 1}
と定義される。ただし、Xiは産業{\displaystyle i}の輸出額、Miは産業{\displaystyle i}の輸入額である。
- GLi = 1であれば、その国のその産業が同じ額だけ輸出して輸入しているということなので、完全な産業内貿易が起こっていると解釈できる。
- GLi = 0であれば、その国のその産業は輸出のみして輸入はしていない、あるいは輸入のみしていて輸出はしていないということなので、産業内貿易は全く起こっていないと解釈できる。

先に定義したGL指数では輸出と輸入で異なる文字（XとM）を用いていたが、国1から国2への輸出をX12、国1の国2からの輸入（すなわち国2の国1への輸出）をX21と定義することで、より一般的な表示形式で書き直すことができる。
{\displaystyle GL_{12i}={\dfrac {(X_{12i}+X_{21i})-\left|X_{12i}-X_{21i}\right|}{X_{12i}+X_{21i}}}=1-{\dfrac {\left|X_{12i}-X_{21i}\right|}{X_{12i}+X_{21i}}}}
また、次のように定義されることもある。
{\displaystyle GL_{12i}={\dfrac {\min\{X_{12i},X_{21i}\}}{{\frac {1}{2}}(X_{12i}+X_{21i})}}}

### 国レベルの指数
国1と国2のペアの全産業におけるGL指数は、個々の産業の貿易額（輸出額と輸入額の和）で加重平均をして
{\displaystyle GL_{12}=\sum _{i=1}^{N}{\frac {X_{12i}+X_{21i}}{\sum _{k=1}^{N}(X_{12k}+X_{21k})}}GL_{12i}}
のように定義することができる。ただしNは産業の数である。式を展開していくと、
{\displaystyle GL_{12}=1-{\dfrac {\sum _{i=1}^{N}\left|X_{12i}-X_{21i}\right|}{\sum _{i=1}^{N}(X_{12i}+X_{21i})}}}
であることを示すことができる。

## 推定値
産業をどのように定義するかでGL指数の大きさは変わってくる。大分類の産業を用いると、大分類内の別の財の貿易すべてが産業内貿易として計算されるため、産業内貿易の程度は大きくなる。小分類を用いるとより多くの品目の貿易が産業間貿易として計算されるため、産業内貿易の程度は小さくなる。2009年に出版された研究では、2006年時点の各国のそれ以外の国全体との産業内貿易指数が以下のように計算されている。小分類の5桁品目データで大分類の3桁品目データよりもGL指数が大きいことがわかる。
| 国       | 3桁品目データ | 5桁品目データ |
| -------- | ------------- | ------------- |
| アメリカ | 0.50          | 0.31          |
| 中国     | 0.31          | 0.18          |
| ドイツ   | 0.57          | 0.42          |
| 日本     | 0.39          | 0.24          |
| フランス | 0.60          | 0.42          |
| イギリス | 0.53          | 0.36          |

また、5桁品目データに基づくと、高所得国のGL指数は平均して0.32で低所得国のGL指数は平均して0.07であることが示されている。高所得国では他国からの差別化を輸入する水平的な産業内貿易が起こっていることが考えられる。また、中間財の貿易などの垂直的な産業内貿易も高所得国の製造業で起こっていることが考えられる。